# Becerreá
Becerreá ist eine spanische Gemeinde (Concello) mit 2.703 Einwohnern (Stand: 2024) in der Provinz Lugo der Autonomen Gemeinschaft Galicien.

## Geografie
Becerreá liegt am östlichen Rand der Provinz Lugo ca. 35 Kilometer südöstlich der Provinzhauptstadt Lugo.
Umgeben wird Becerreá von den sieben Nachbargemeinden:
| Baleira |                                             | Navia de Suarna |
| Baralla | Kompassrose, die auf Nachbargemeinden zeigt | Cervantes       |
| Láncara | Triacastela                                 | As Nogais       |

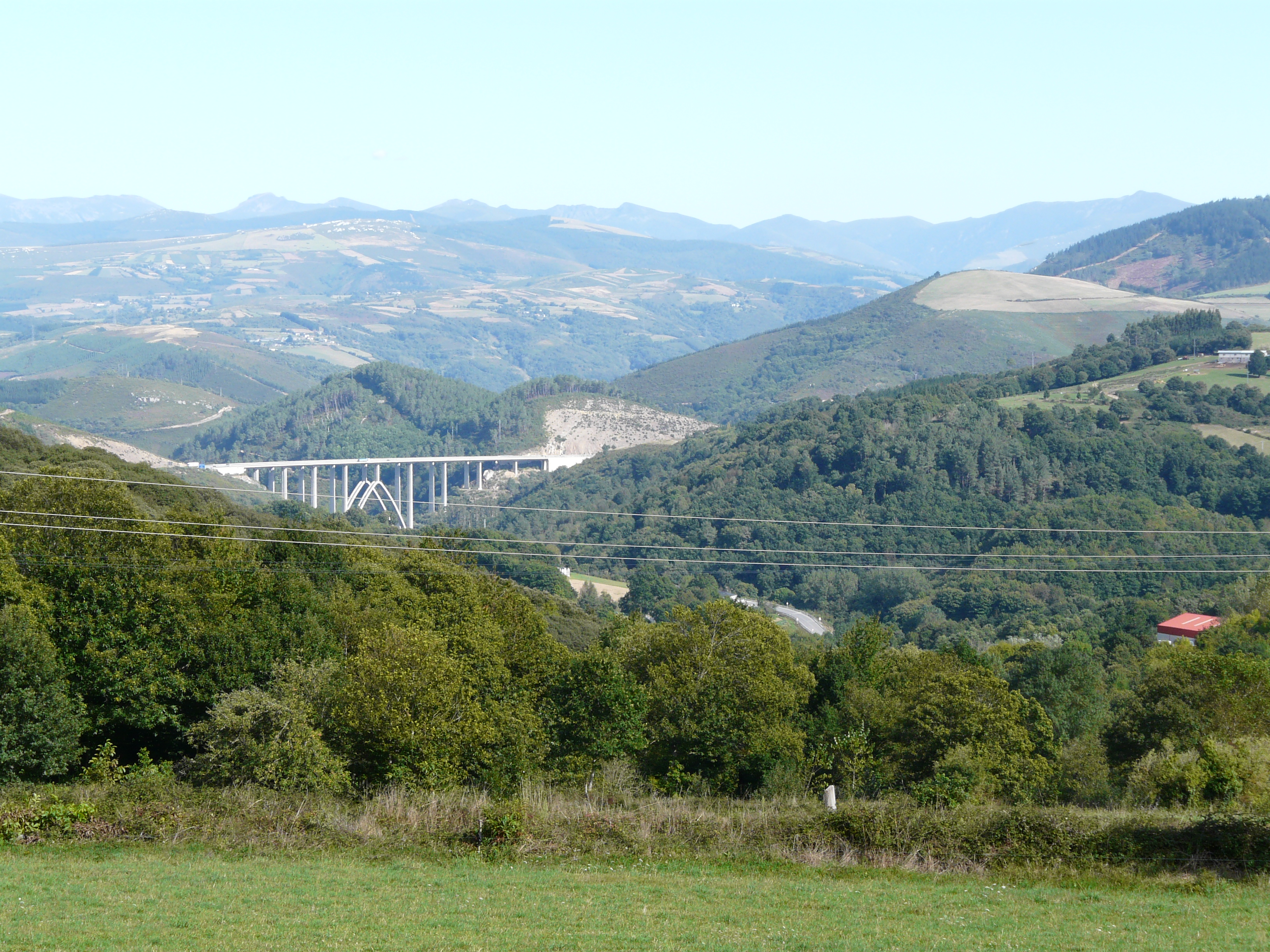
Blick von der Parroquia Codoalla auf die Sierra de Ancares

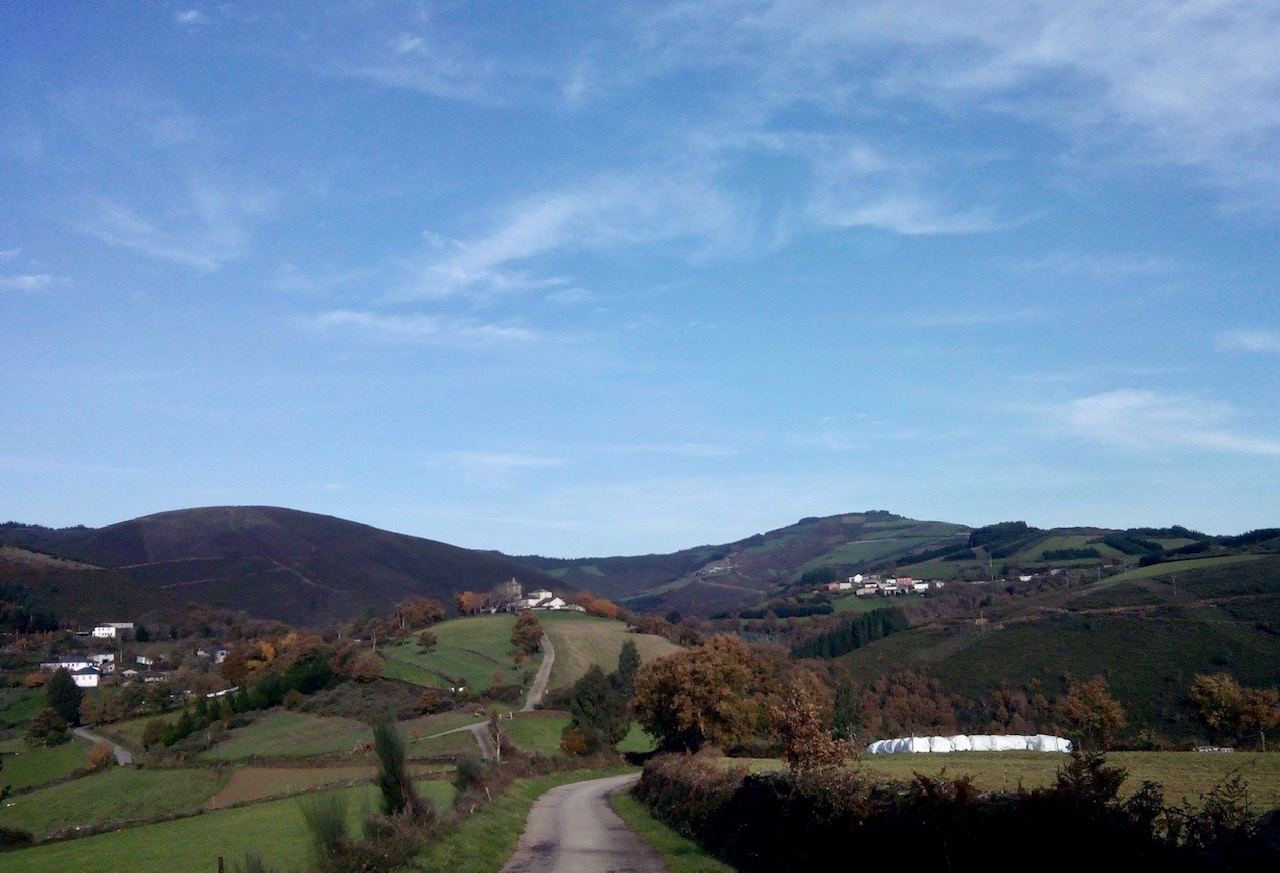
Parroquia Quintá de Cancelada

Eingebettet in die Berge von Lugo hat Becerreá ein sehr zerklüftetes Gelände, das von den Sierras Orientales de Galicia eingerahmt wird.
Die Comarca Os Ancares liegt im östlichen Sektor der Provinz Lugo und bildet zusammen mit den benachbarten Comarcas A Fonsagrada und Quiroga
das Hochgebirge von Lugo.
Sie ist Teil einer großen interregionalen Naturregion: Galicien, León und Asturien, mit natürlichen und ethnografischen Besonderheiten.
Die Comarca ist durch hohe Berge gekennzeichnet, hauptsächlich in der Sierra de los Ancares selbst mit Gipfeln wie Penarrubia (1821 m), Tres Obispos (1792 m), Cuerno Maldito (1847 m), Mustallar (1924 m) und Pena Larga (1842 m), die sich mit einem Kamm mit den Gipfeln O Cuiña (1987 m) und O Miravales (1969 m) fortsetzen, beide in der Provinz León, obwohl ihr Westhang und folglich das hydrografische Netzwerk in Richtung Galicien fällt, da die natürlichen und geografischen Grenzen nicht zusammenfallen. So überblicken leonische Orte wie Suárbol und Candín die galicischen Täler.
Die wichtigsten Gebirgszüge im Gemeindegebiet sind die Sierra do Calamouco (1044 m) nördlich des Hauptorts und der Sierra da Pena del Pico (1184 m) im Südwesten. Zwischen den Bergrücken fließen zahlreiche Gebirgsbäche sowie die Flüsse Narón und Navia, der größtenteils die natürliche Gemeindegrenze mit Cervantes bildet.
Zusammenfassend ist das aktuelle Relief das Ergebnis der Tektonik während der variszischen Orogenes und der Wirkung der Gletscher im quartären Eiszeitalter.
Die Böden sind im Allgemeinen karg und dünn besetzt, das Ergebnis der Veränderung eines Grundgesteins mit Ziegel- und Quarzitcharakter, das zusammen mit dem steilen Hang der Region die Entwicklung für die Landwirtschaft geeignete Böden nicht zuließ. Aus diesem Grund war die natürliche Tendenz der Region in hohem Maße forstwirtschaftlich und beschränkte die Anbau- und Weideflächen auf die flachsten Gebiete in der Nähe des Mittellaufs der Navía und des Mittelhochs der Neira.
Zu dieser Armut des Bodens kommt eine ganze Reihe von Einschränkungen hinzu, die das Ergebnis des Bergklimas sind, das dieses Gebiet besitzt, mit kalten Wintern mit häufigen Schneefällen und kurzen Sommern, die alle eine Einschränkung für die vegetative Entwicklung darstellen.
Die Vegetation zeichnet sich durch die große Artenvielfalt aus. Dies ist eine Folge von Faktoren wie der Grenzsituation zwischen den beiden großen floristischen Regionen (Atlantik und Mittelmeer). Die erste ist vorherrschend, die zweite macht ihren Einfluss vor allem im südlichen Bereich der Berge spürbar.
Aufgrund seiner großen Biodiversität gehören Teile des Gemeindegebiets zu mehreren geschützten Naturflächen. Es gehört zum Biosphärenreservat Reserva de la biosfera de Os Ancares Lucenses y Montes de Cervantes, Navia y Becerreá (Schutzgebiet der Biosphäre von Los Ancares Lucses und Berge von Cervantes, Navia und Becerreá).
Mit der benachbarten Gemeinde von As Nogais, teilt die Gemeinde die besondere Erhaltungszone (ZEC) Cruzul-Agrerch, einen natürlichen Raums des Natura 2000-Netzwerks der Europäischen Union. Das Gebiet wird von zwei einzigartigen Wäldern besetzt, die ein seltenes Beispiel für Koexistenz zwischen mediterranen Arten und autochthonen Arten dieser Atlantikzone zeigen: die Steineiche de Cruzul, die nördlichste Eiche der Halbinsel und der Kastanienwald (Soto) von Agüeira, der sich mit Eichen auf den obersten Berghöhen vermischt.

## Klima
|                        | Jan | Feb | Mär  | Apr  | Mai  | Jun  | Jul  | Aug  | Sep  | Okt  | Nov | Dez |   |      |
| Mittl. Temperatur (°C) | 4,6 | 4,8 | 7,1  | 9    | 12   | 15,8 | 17,5 | 17,8 | 15,9 | 12,2 | 7,3 | 5,2 | ⌀ | 10,8 |
| Mittl. Tagesmax. (°C)  | 8,3 | 9,2 | 11,9 | 13,7 | 16,8 | 20,7 | 22,6 | 23,3 | 21,3 | 16,8 | 11  | 9,1 | ⌀ | 15,4 |
| Mittl. Tagesmin. (°C)  | 1,2 | 0,8 | 2,7  | 4,5  | 7,3  | 10,9 | 12,8 | 12,9 | 11,1 | 8,1  | 4,1 | 1,8 | ⌀ | 6,5  |
|                        |     |     |      |      |      |      |      |      |      |      |     |     |   |      |
| Niederschlag (mm)      | 148 | 114 | 116  | 117  | 103  | 68   | 43   | 47   | 77   | 143  | 163 | 154 | Σ | 1293 |
|                        |     |     |      |      |      |      |      |      |      |      |     |     |   |      |
| Sonnenstunden (h/d)    | 3,8 | 4,8 | 6,0  | 6,8  | 8,0  | 8,9  | 9,1  | 9,0  | 8,3  | 6,3  | 4,2 | 4,1 | ⌀ | 6,6  |
|                        |     |     |      |      |      |      |      |      |      |      |     |     |   |      |
| Regentage (d)          | 11  | 9   | 9    | 11   | 10   | 8    | 6    | 6    | 7    | 10   | 12  | 11  | Σ | 110  |
|                        |     |     |      |      |      |      |      |      |      |      |     |     |   |      |
| Luftfeuchtigkeit (%)   | 87  | 83  | 79   | 79   | 78   | 75   | 73   | 71   | 72   | 80   | 86  | 85  | ⌀ | 79   |

| 1,2 |

| 0,8 |

| 2,7 |

| 4,5 |

| 7,3 |

| 10,9 |

| 12,8 |

| 12,9 |

| 11,1 |

| 8,1 |

| 4,1 |

| 1,8 |

| 1,2 |

| 0,8 |

| 2,7 |

| 4,5 |

| 7,3 |

| 10,9 |

| 12,8 |

| 12,9 |

| 11,1 |

| 8,1 |

| 4,1 |

| 1,8 |

Das Klima der Region entspricht einem feuchten ozeanischen Bereich mit einer klaren Abstufung hin zum Bergklima, das Ergebnis seiner Orographie und seiner Entfernung vom Meer. Aus thermischer Sicht zeichnet sich die Region durch milde Temperaturen im Sommer und strengere im Winter aus.

## Bevölkerungsentwicklung der Gemeinde
Quelle: INE-Archiv – grafische Aufarbeitung für Wikipedia

## Gemeindegliederung
Die Gemeinde Becerreá ist in 26 Parroquias gegliedert:
| Parroquias          | Patrozinium                 | Einwohner 2024 | Fläche km² | Dichte Einw./km² | Höhe msnm | Ortskennzahl |
| ------------------- | --------------------------- | -------------- | ---------- | ---------------- | --------- | ------------ |
| Agüeira             | San Xoán                    | 72             | 5,82       | 12               | 518       | 27006010000  |
| Armesto             | San Román                   | 32             | 2,32       | 14               | 715       | 27006020000  |
| Becerreá            | San Xoán                    | 1.425          | 3,91       | 364              | 635       | 27006030000  |
| Cadoalla            | San Pedro                   | 66             | 3,52       | 19               | 688       | 27006040000  |
| Cascallá            | Santa María                 | 95             | 9,54       | 10               | 626       | 27006050000  |
| O Cereixal          | San Xosé                    | 72             | 2,67       | 27               | 775       | 27006060000  |
| Cruzul              | San Martiño                 | 70             | 3,72       | 19               | 600       | 27006070000  |
| Ferreirós de Valboa | Santa María                 | 55             | 4,01       | 14               | 634       | 27006080000  |
| Fontarón            | Sancti Spiritus             | 43             | 12,47      | 3                | 886       | 27006090000  |
| Furco               | San Xoán                    | 91             | 8,10       | 11               | 653       | 27006100000  |
| Guilfrei            | Santa Eulalia               | 99             | 10,15      | 10               | 749       | 27006110000  |
| Guillén             | San Pedro                   | 24             | 3,81       | 6                | 744       | 27006120000  |
| Liber               | San Remixio                 | 33             | 5,17       | 6                | 430       | 27006130000  |
| Morcelle            | San Xulián                  | 33             | 4,32       | 8                | 753       | 27006140000  |
| Ouselle             | San Cosme                   | 49             | 7,87       | 6                | 558       | 27006150000  |
| Ousón               | Santo Adrao                 | 25             | 1,14       | 22               | 601       | 27006160000  |
| Pando               | San Xoán                    | 16             | 2,26       | 7                | 419       | 27006170000  |
| Penamaior           | Santa María de San Lourenzo | 61             | 9,03       | 7                | 877       | 27006180000  |
| Quintá de Cancelada | Santa Eulalia               | 117            | 23,64      | 5                | 596       | 27006190000  |
| Sevane              | San Xoán                    | 21             | 5,35       | 4                | 568       | 27006200000  |
| Tortes              | San Pedro                   | 84             | 6,65       | 13               | 739       | 27006210000  |
| Veiga               | Santa Mariña                | 6              | 3,56       | 2                | 488       | 27006220000  |
| Vilachá             | San Pedro                   | 45             | 13,39      | 3                | 460       | 27006230000  |
| Vilaíz              | Santiago                    | 27             | 8,06       | 3                | 515       | 27006240000  |
| Vilamane            | Santa María                 | 17             | 7,17       | 2                | 632       | 27006250000  |
| Vilouta             | Santa Mariña                | 33             | 4,42       | 7                | 834       | 27006260000  |

Der Sitz der Gemeinde befindet sich in der Parroquia Becerreá.

## Geschichte
Einige Quellen belegen in Becerreá das vorrömische Dorf der keltischen Volksgruppe der Zoelas, das in der heutigen Parroquia Oselle (Ocellum Galaicorum) liegen soll. Zoelisches Leinen genoss in Rom großes Ansehen und wurde sowohl für die Herstellung von Kleidung als auch für die Heilung von Wunden und Wunden verwendet.
Derzeit wird Leinen nicht mehr angebaut, obwohl alte Stoffe in der Region noch erhalten sind, ebenso wie die Werkzeuge, die bei seiner Herstellung verwendet wurden. Auch durch Becerreá passierte die römische Straße von Lugo nach Astorga, so dass diese Gemeinde bereits zu diesem Zeitpunkt eine wichtige Verkehrsverbindung besaß.
Seit der Zeit der Reconquista existierte bereits das Kloster der Bernhardiner von Santa Maria de Penamaior, obwohl es in vielen Dokumenten als im 12. Jahrhundert gegründet erscheint und das einzige galizische Kloster ist, das dem Kloster Cîteaux untergeordnet war.
Während den Napoleonischen Kriegen, deren Ereignissen in Spanien Unabhängigkeitskriege genannt werden, kam es zu Zusammenstößen zwischen den lokalen Guerillas und der französischen Invasionsarmee. So gelang es den Einheimischen im Jahre 1809 in der Nähe der Brücke  bei der Parroquia Cruzul ein großes französisches Militärarsenal zu beschlagnahmen.

## Sehenswürdigkeiten
- Kloster Santa María de Penamaior

Das Kloster ist wahrscheinlich eines der am wenigsten bekannten der vielen mittelalterlichen Klöster in Galicien, obwohl es nicht allzu weit vom Jakobsweg oder der Stadt Lugo selbst entfernt ist.
Über seine Gründung gibt es wie üblich unterschiedliche Theorien. Für einige Autoren existierte es bereits im 10. Jahrhundert und war der Anstoß für andere wichtige Klostergründungen. Es wird gesagt, dass die heilige Virila von Navarra im Jahr 922 16 Mönche von hier aus entsandte, um das verlassene Kloster von Samos zu bewohnen. Realistischer erscheint jedoch die Möglichkeit einer viel späteren Gründung im 12. Jahrhundert als Benediktinerabtei schwarzer Mönche.
1225 nahm das Kloster die Zisterzienserreform an und wurde mit dem Kloster Carracedo und durch dieses mit dem von Cîteaux verbunden. Trotz der Spenden und Privilegien von Alfons IX. und Alfons X. wurde ein kein sehr mächtiges Kloster und mit zu vielen Mönchen. 1506 trat es der reformierten Kongregation von Kastilien bei, verlor seinen Status als Abtei und blieb als presidencia. Penamaior hatte damals nur vier Mönche. 1836 erlitt es die Desamortisation durch Juan Álvarez Mendizábal. Die Güter wurden verkauft und aus der Klosterkirche wurde eine Pfarrkirche.
Die ehemalige Klosterkirche ist ein gutes Beispiel der romanischen Architektur der zweiten Hälfte des zwölften Jahrhunderts. Sie hat einen basilikalen Grundriss mit drei Kirchenschiffen, die jeweils in vier Jochen unterteilt sind und drei Apsiden, die mittlere mit außen polygonal angeordneten Wänden und innen halbkreisförmig. Die Pfeiler und Bögen der Kirchenschiffe wurden größtenteils renoviert und die alten Pilaster weisen noch gerillte Säulen an den Fronten auf. Die Apsiden sind mit halbkreisförmigen Tonnengewölben bedeckt. Die trotz der teilweise verändernden Umbauten schön aussehende Fassade ist, wie es der ganzen dreischiffigen Kirche entspricht, durch zwei Strebepfeiler in drei Abschnitte gegliedert. An den Seiten befinden sich zwei Fenster aus halbrunden Archivolten mit Wülsten auf Säulen, die auf Gesimsen ruhen. Über dem Haupteingang befindet sich ein weiteres sehr tief liegendes Fenster mit geformten Bögen. Diese Tür hat Halbkreisbögen mit Wülsten und ein grob geformtes Tympanon mit rudimentären Reliefs. An der Südwand befindet sich eine ähnliche Tür, die jedoch zugemauert ist. In der Nordansicht befindet sich ein romanisches Fenster und im Raum eine Rosette, die sich mit ziemlicher Sicherheit an der Fassade befand. Das Kloster hat einen Kreuzgang mit Halbkreisbögen auf Pilastern aus neuerer Zeit.
Die Klosterkirche ist in das Register der Kulturgüter eingetragen.

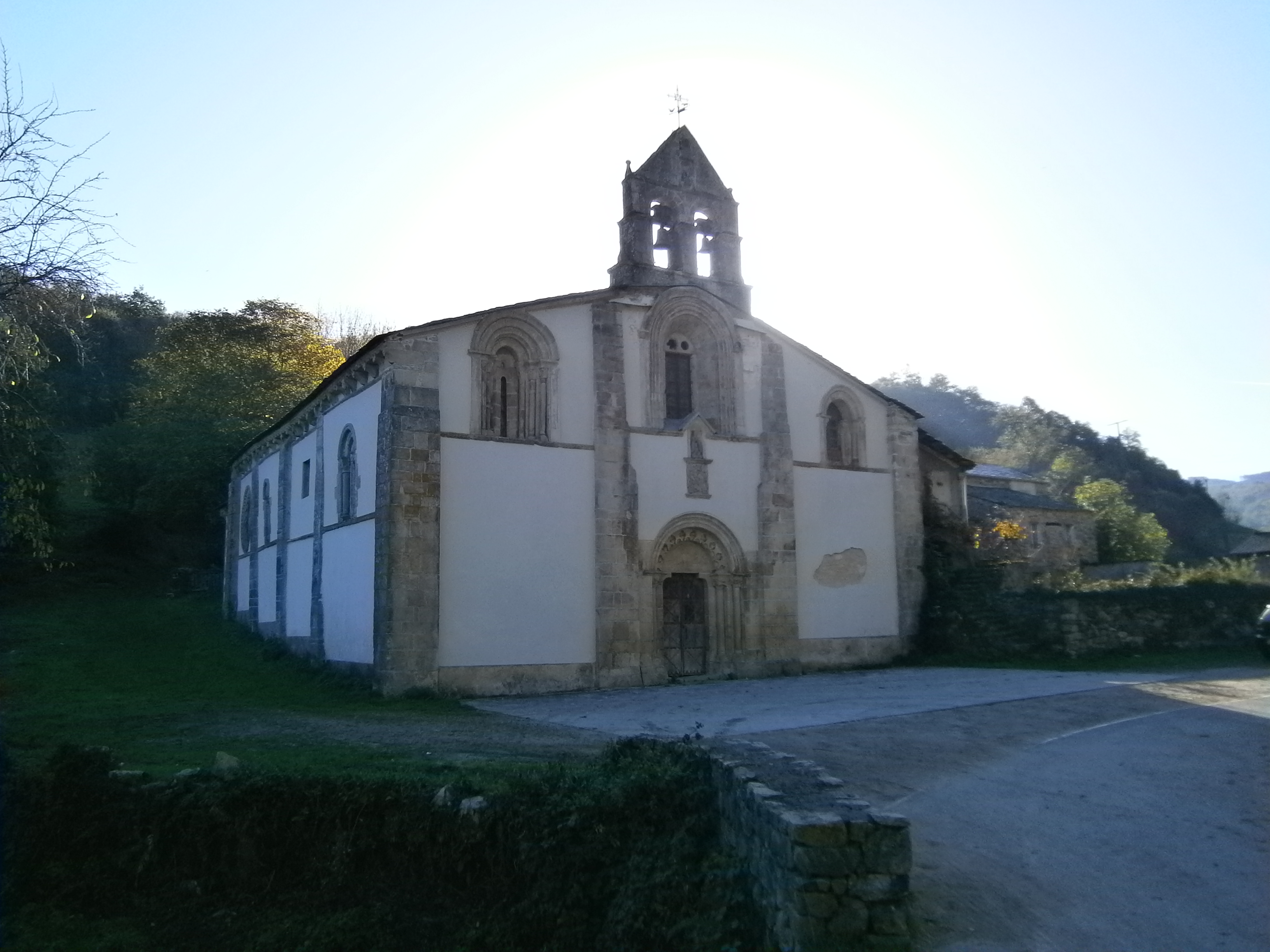
Klosterkirche Santa María
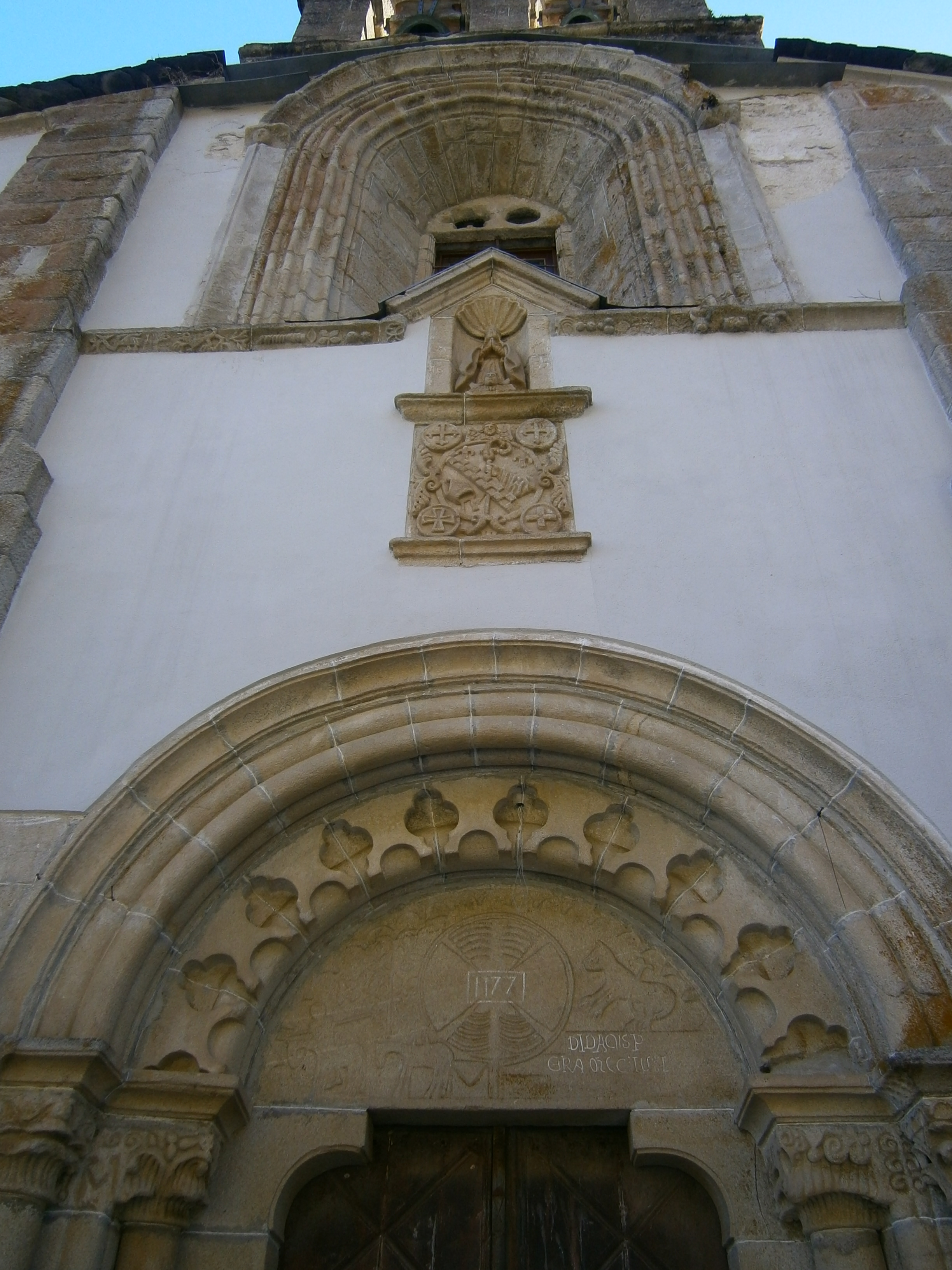
Hauptfassade
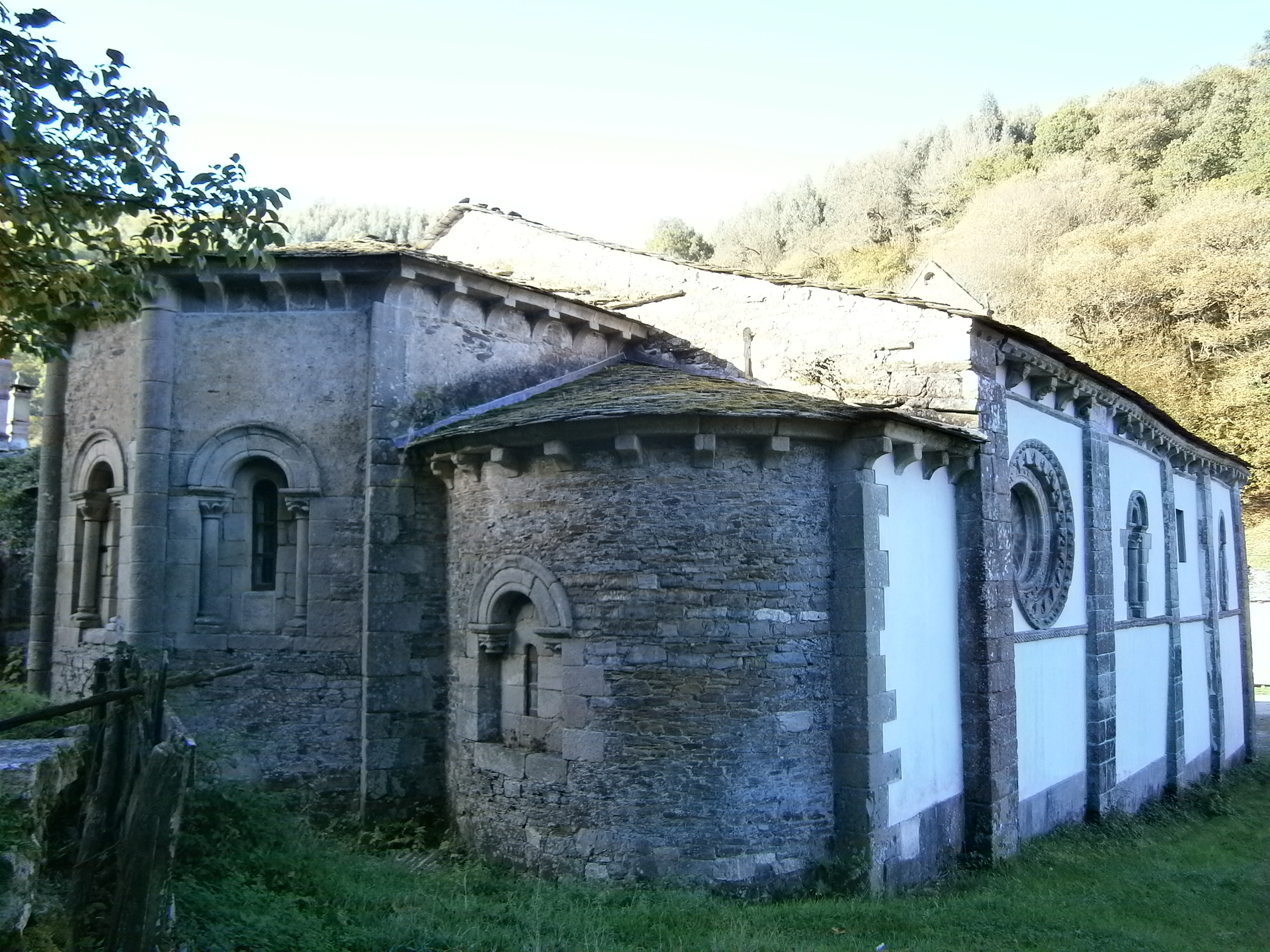
Absiden
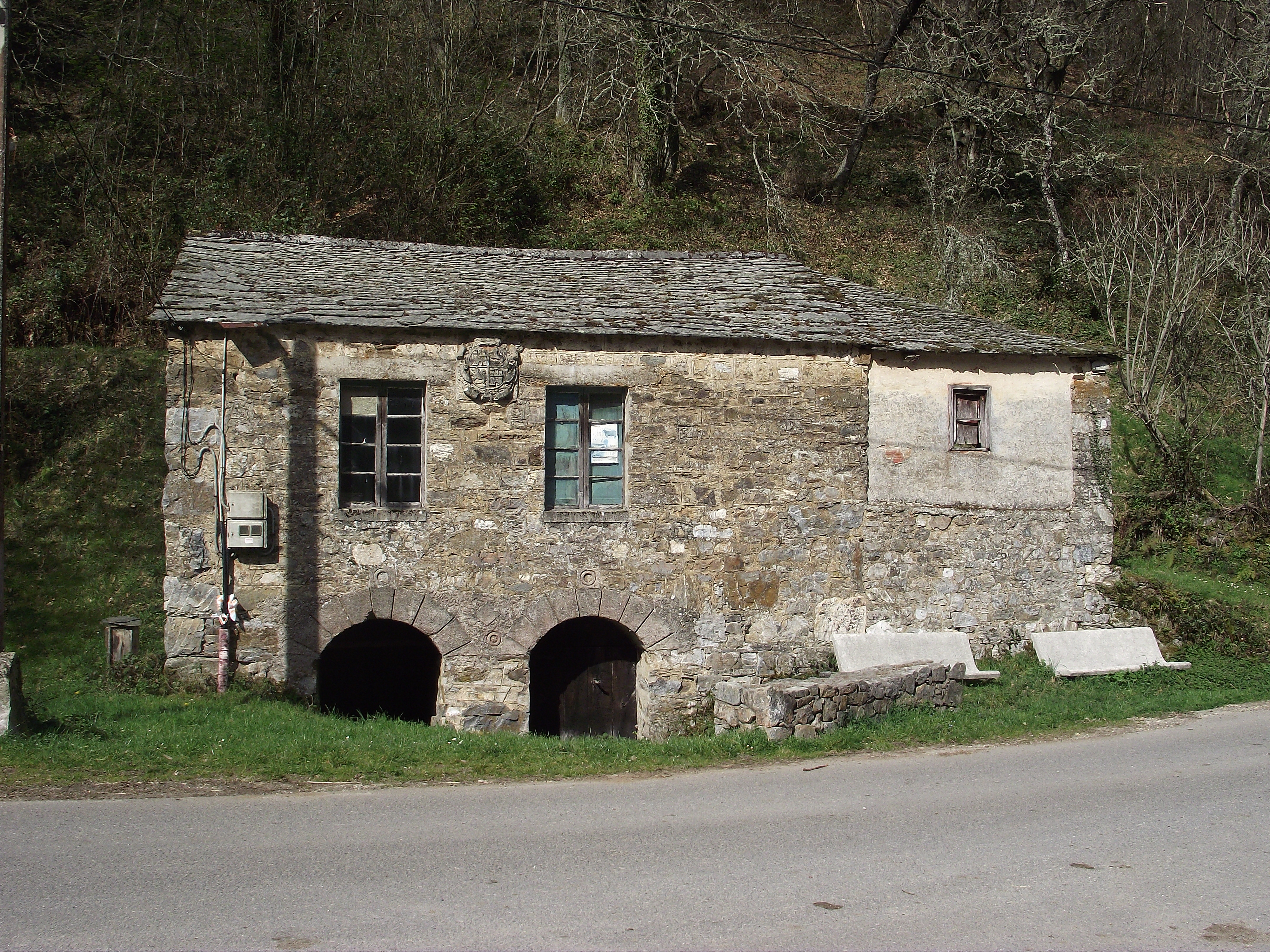
Mühle

- Brücke von Gatín

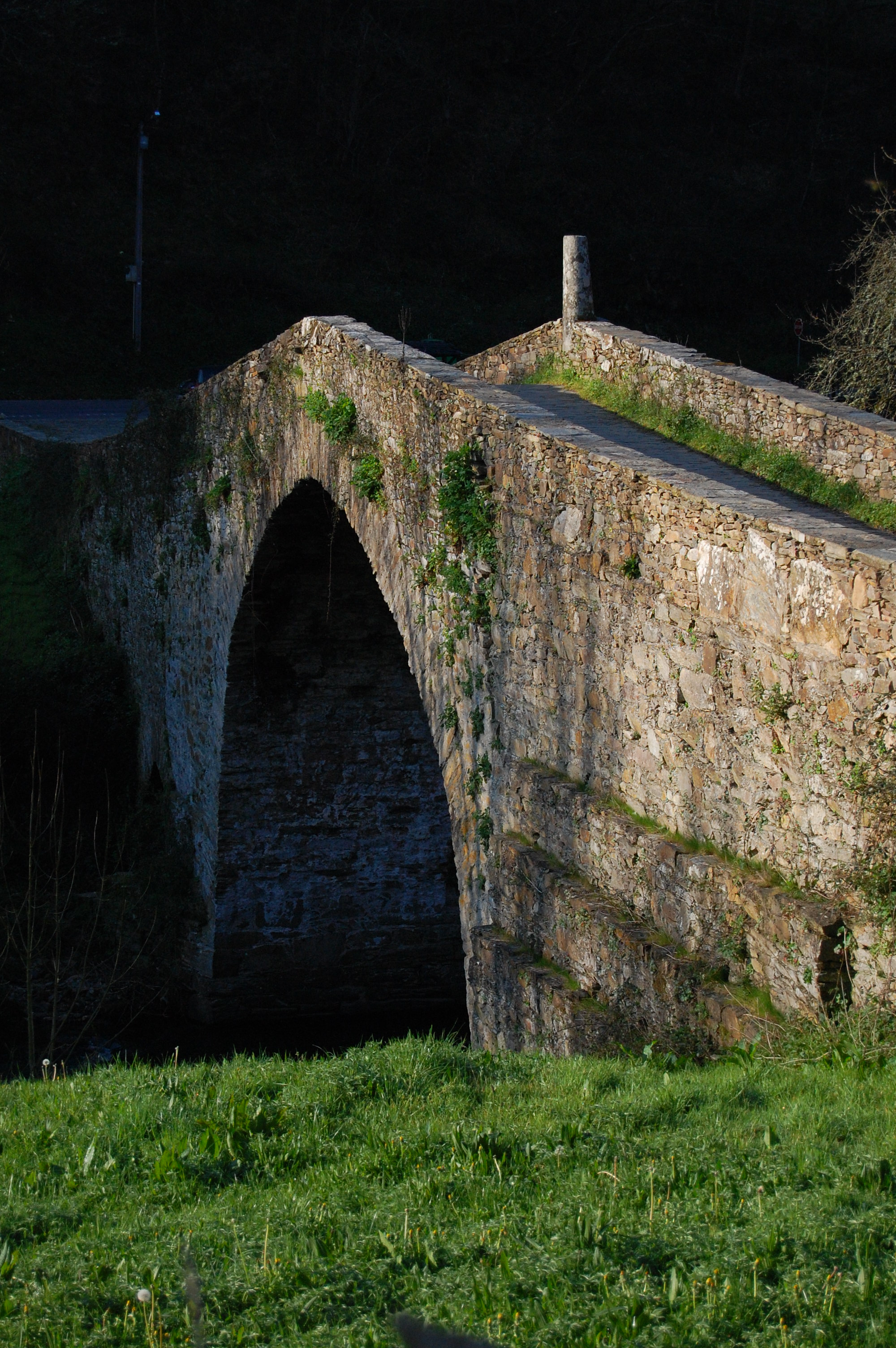
Brücke von Gatín

Sie überspannt den Fluss Navia auf der alten Straße zwischen Ambasmestas und Becerreá. Die Typologie dieses Bauwerks ist ziemlich weit vom Prototyp einer römischen Brücke entfernt, da sie ein zu schmales Deck und einen ausgeprägten Giebel hat. Wahrscheinlich wurde sie zwischen dem 11. Und 13. Jahrhundert erbaut und im Laufe der Jahrhunderte verschiedenen Sanierungen unterzogen. Sie besitzt einen leicht spitzen Hauptbogen von 15,7 Metern und einem weiteren von 4,3 Metern. Sie wurde kürzlich restauriert, indem die ursprüngliche Fahrbahn durch eine Schieferplatte ersetzt wurde. In der Mitte der Brücke befindet sich ein Meilenstein mit einer unleserlichen Inschrift. Sie wird heute noch genutzt, da sie die Zufahrt zu Bauernhöfen ermöglicht, die an dieser alten Straße liegen, aber gehört nicht mehr zu den regulären Landstraßen.
- Brücke von Cruzul

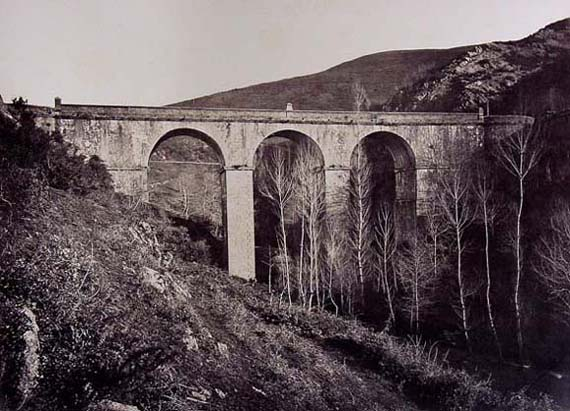
Brücke von Cruzul ca. um 1867

Erbaut, um den Navia zu überbrücken, wurde sie bis Ende der 1960er Jahre als Teil der Nationalstraße N-VI genutzt. Nach Veränderung der Verkehrsführung ist sie aber nach dem Bau einer neuen Brücke nicht Teil des Fernverkehrs und wird seitdem nur noch vom Nahverkehr befahren.
Es handelt sich um eine typische Brückenkonstruktion aus dem 18. Jahrhundert mit drei halbkreisförmigen Bögen mit einem Durchmesser von zwölf Metern, die aus gleichmäßigen Kalksteinen bestehen, einem Material, das auch für den Rest der Brücke verwendet wurde. Sie besitzt zwei zentrale Pfeiler mit einem rechteckigen Querschnitt von 4 mal 8,5 Metern, die in einem Fries enden, von dem zwei Bögen ausgehen. In der Mitte befindet sich ein Giebel, der von einer Pyramide mit rechteckiger Basis gekrönt ist, die eine heute verlorene Inschrift trägt, die wahrscheinlich auf den Bau der Brücke anspielt.
Die Cruzul-Brücke ist die einzige in der Provinz Lugo, die mit der neoklassizistischen Zeit verbunden ist, und kann als die erste Infrastruktur des modernen Bauwesens angesehen werden, die für die Verbindung zwischen der Provinz Lugo und der Hauptstadt Madrid von entscheidender Bedeutung ist. Sie wurde vom Ingenieur Carlos Lemaur entworfen und von seinen Nachfolgern Balthasar Ricaud und Bartolomé Amphoux erbaut. Der Beginn der Bauzeit wird zwischen 1776 und 1778  datiert, unbekannt ist ihre Fertigstellung, obwohl sich alle Forscher einig sind, dass die Brücke vor dem Ende des 18. Jahrhunderts in Betrieb war. Gut dokumentiert ist, dass sie Anfang 1809 während der napoleonischen Invasion in Betrieb war.

## Wirtschaft und Infrastruktur
| Ackerbau, Viehzucht und Fischerei                                                  | 0190  | 017,45 |
| Industrie                                                                          | 052   | 04,78  |
| Bauwirtschaft                                                                      | 0111  | 010,19 |
| Dienstleistungsbetriebe                                                            | 0736  | 067,58 |
| Total                                                                              | 1.089 | 100,00 |
| * Daten aus dem Statistischen Amt für Wirtschaftliche Entwicklung in Galicien, IGE |       |        |

Die Autovía A-6 (Autovía del Noroeste) von Madrid nach Arteixo durchquert das Gemeindegebiet von Nordwest nach Südost mit zwei Abfahrten in den Parroquias Becerreá und Cerezal. Parallel hierzu verläuft die Nationalstraße N-VI. Der südwestliche Teil des Gemeindegebiets ist am besten über Straßen zugänglich aufgrund der Autobahn und der Nationalstraße. Die Provinzstraße LU-636 verbindet Becerreá mit Sarria und die Dörfer, die über das Gebiet verstreut sind. Das am wenigsten zugängliche Gebiet der Gemeinde ist der gesamte nördliche und östliche Teil, wo die Orographie gebirgiger ist. Die Provinzstraße LU-722 verbindet die Gemeinde östlich des Gebirgszugs mit Navia de Suarna. Die Provinzstraße LU-P-0708 wird hingegen westlich der Sierra do Calamouco nach Norden geführt.
Der öffentliche Verkehr wird durch Busunternehmen organisiert, die die Dörfer der Comarca verbinden. Allerdings muss die Bevölkerung vielerorts eine gemeinsame Haltestelle zu Fuß erreichen, weil die Busse nicht alle Orte abdecken, da es keine nennenswerte Nachfrage nach Reisenden gibt. Die Gemeinden, zu denen die Busse gewöhnlich fahren, sind Sarria, A Fonsagrada, Lugo und Ponferrada. Auch die nationalen Linien halten in der Gemeinde, was gleichzeitig eine größere Mobilität der Einwohner ermöglicht. Die Busunternehmen, die in der Region tätig sind, sind das Unternehmen González de la Riva, zusätzlich zu den nationalen und internationalen, wie ALSA.
Es gibt kein Eisenbahnnetz in der Comarca, die nächsten Bahnhöfe befinden sich in Sarria und in der Hauptstadt Lugo. Telefonverbindungen über Kabel und DSL-Leitungen haben sich stark verbessert, obwohl sie immer noch mangelhaft sind, da die Orographie in diesem Aspekt eine sehr wichtige negative Rolle spielt, weil eine enorme Investition für die Bevölkerung voraussetzt wird. Heutzutage ist dieses Problem dank des Mobilfunks weitgehend gemildert worden. In Bezug auf den Empfang von Fernseh- und Radiosendungen ist dieser in der gesamten Comarca mit erheblichen Einschränkungen verbunden, da es ein Gebiet mit Bergen und Tälern ist, was einen guten Empfang der Wellen verhindert.